# Conjuntivite neonatal

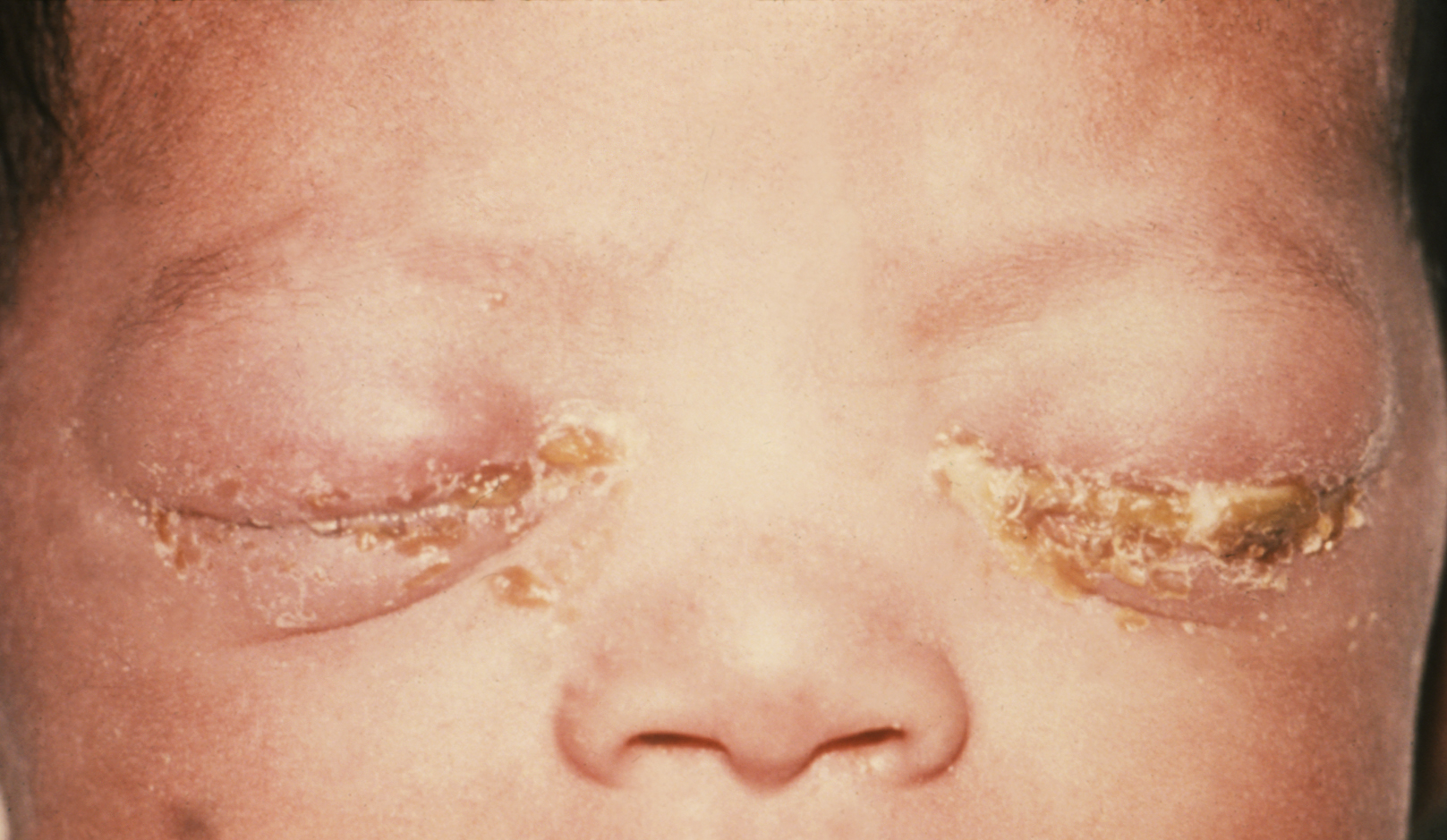
Recém-nacido com ophthalmia neonatorum.

A conjuntivite neonatal, também conhecida como ophthalmia neonatorum, é uma infecção ocular grave, específica do período perinatal, que pode levar à cegueira, caso não seja devidamente tratada. O código CID desta doença é o P39.1.
Os bebês nascidos de mães com infecções gonocócicas ou clamídia têm grandes chances de desenvolver conjuntivite neonatal.